# Nankholyang
Nankholyang (nepalski: नाङखोल्याङ्ग) – gaun wikas samiti we wschodniej części Nepalu w strefie Meći w dystrykcie Taplejung. Według nepalskiego spisu powszechnego z 2001 roku liczył on 730 gospodarstw domowych i 4015 mieszkańców (2074 kobiet i 1941 mężczyzn).